# Quer pasticciaccio brutto de via Merulana (miniserie televisiva)
Quer pasticciaccio brutto de via Merulana è una miniserie televisiva italiana distribuita originariamente nel 1983, diretta da Piero Schivazappa e tratta dall'omonimo romanzo di Carlo Emilio Gadda.

## Trama
1927, Roma. In poco tempo e nello stesso ricco palazzo si susseguono due misfatti, prima un furto di gioielli a casa della contessa Menegazzi e a breve distanza l'omicidio della signora Liliana Balducci, dirimpettaia della contessa Menegazzi. La donna viene orribilmente sgozzata e, anche in quel caso, vengono sottratti gioielli e valori. Sulla vicenda, avvenuta in via Merulana 219, indaga il commissario Francesco Ingravallo.
Dopo alcuni tentativi di depistaggio, si scoprono diverse verità, che finiscono col gettare una cattiva luce su vari inquilini dello stabile e fanno indirizzare le indagini su alcuni loschi personaggi che gravitano nel lussuoso palazzo. I due casi appaiono collegati e, per il furto di gioielli, viene inizialmente fermato Diomede Lanciani, giovane gigolò romano, il cui fratello intratteneva, prostituendosi, una relazione omosessuale con un ricco professore residente nel palazzo, il commendatore Angeloni. I due ragazzi, di origine povera, risultano però estranei al fatto e, solo successivamente, si giunge ad Enea Retalli, compagno di Camilla, figlia di un ferroviere ciociaro. Enea, che tradiva Camilla con Lavinia (la cugina di Camilla) ha regalato alla ragazza un anello facente parte della refurtiva di casa Menegazzi. Perquisendo la camera di Camilla si trova tutta la refurtiva di casa Menegazzi, ma non si trova nessun gioiello appartenuto a Liliana.
Arrestate, Camilla e Lavinia si dichiarano innocenti dell'omicidio di Liliana, mentre Enea resta latitante. Camilla non perdona alla cugina di avere sedotto Enea, del quale è sinceramente innamorata. Camilla, sotto interrogatorio, confessa di aver appreso che la contessa Menegazzi aveva molti gioielli dentro un armadio. La cosa le era stata riferita da una ragazza conosciuta casualmente al cinema: una ragazza mora, con occhi profondi, simili a quelli di una zingara. Appreso il fatto, d'accordo con Enea, Camilla aveva fatto svaligiare la casa della contessa ma, dell'omicidio di Liliana, avvenuto tre giorni dopo, non sa proprio nulla. Il commissario Ingravallo si convince che i due casi non siano collegati e che l'assassino di Liliana, non sia lo stesso che ha rubato i gioielli alla contessa Menegazzi.
Enea viene fermato ed arrestato. Lavinia, estranea ai fatti, rilasciata. Camilla ed Enea subiscono una denuncia per furto e trattenuti in arresto. Ingravallo, insospettito dalla confessione di Camilla, in particolare dalla descrizione dalla ragazza mora che avrebbe riferito a Camilla la presenza dei gioielli in casa Menegazzi, comincia ad indagare sulla vita dei coniugi Balducci e scopre che la coppia, non potendo avere figli, era solita accogliere in casa giovani ragazze orfane per poterle poi adottare. La prima ragazza ospitata si rivelò però una ladra e quindi allontanata. La seconda, dopo una breve permanenza, si sposò con un militare e uscì di casa. La coppia, quindi, aveva accolto Virginia, ragazza senza parenti originaria della Sardegna. Virginia corrispondeva, in tutto e per tutto, alla descrizione di Camilla e, con tutta probabilità, fu proprio lei a rivelare a Camilla i particolari di casa Menegazzi. Di Virginia, però, non ci sono più tracce.
Sotto stretto interrogatorio, il marito di Liliana riferisce dell'ingresso di Virginia a casa Balducci e del fatto che sua moglie Liliana si era affezionata alla ragazza, che trattava come una figlia. Fu Virginia a far assumere a casa Balducci, in qualità di domestica, una sua cugina che viveva in Ciociaria da diversi anni, tale Assuntina. Il marito di Liliana finisce con l'ammettere la sua relazione con Virginia, relazione oscura a Liliana. Virgina, dopo aver sedotto l'uomo, pretendeva che egli lasciasse la moglie e si sposasse con lei. Viste le reticenze del signor Balducci nel lasciare la moglie, Virginia si era allontanata da casa Balducci, andando ospite da Assuntina, nella campagna romana. L'allontanamento di Virginia aveva fatto soffrire Liliana che, ignara dei fatti, si sentiva abbandonata come madre. Raggiunta Assuntina, il commissario Ingravallo, trova la ragazza che sta vegliando il padre appena morto. Perquisendo la casa di Assuntina, Ingravallo, rinviene i gioielli di Liliana Balducci. Assuntina confessa: tre giorni dopo il furto ai danni della contessa Menegazzi, lei e Virginia erano andate a casa Balducci.
Assuntina intendeva ringraziare Liliana per il posto di lavoro che le aveva offerto e per tutto quello che aveva fatto per Virginia. Liliana si dimostrava ancora affettuosa con Virginia ma, la ragazza, in un impeto di gelosia, urlava in faccia alla donna la verità. Era stata l'amante del marito e, forse, ne era addirittura incinta. Odiava Liliana che rivestiva il ruolo che, nella sua logica elementare e retrograda, sarebbe spettato a lei: ruolo di moglie del signor Balducci, moglie che poteva dare all'uomo figli veri. Questo ruolo era invece ricoperto da Liliana, donna sterile e preferita a lei solo perché ricca di famiglia, bella ed istruita. Il diverbio tra Liliana e Virginia degenerava a tal punto che Virginia, afferrato un coltello, uccideva Liliana, sgozzandola. Assuntina, a quel punto, ideò il piano del furto, simulandone uno simile a quello dei giorni prima, avvenuto in casa della contessa Menegazzi. Assuntina viene arrestata ma comunica al commissario che Virginia oramai è lontana: è tornata in Sardegna. Virginia non verrà mai più ritrovata anche se, Ingravallo, giura a se stesso di non abbandonare mai le ricerche della donna.

## Differenze con il romanzo
Lo sceneggiato, di genere drammatico e giallo, è liberamente tratto dal romanzo di Carlo Emilio Gadda anche se differisce nel finale. Nel romanzo, infatti, non viene rivelato il nome dell'assassino. Nello sceneggiato, invece, viene data una spiegazione dei fatti, seppur soltanto attraverso la confessione di Assuntina: infatti, della presunta assassina, si perdono completamente le tracce.

## Distribuzione
La miniserie, composta da quattro puntate, venne trasmessa in prima visione su Rai 1 a partire dal 18 settembre 1983 e fino al 9 ottobre dello stesso anno. La miniserie è stata pubblicata anche in DVD da Eagle Pictures, oltre che distribuita dal canale Rai Premium in modalità lineare e dalla piattaforma RaiPlay in modalità video on demand.